# Жуков, Вениамин Николаевич
Вениами́н Никола́евич Жу́ков (фр. Benjamin Joukoff; 15 декабря 1931, Лотарингия, метрополия Франции — 23 января 2023, Вильмуассон-сюр-Орж, Палезо, Эсон, Франция) — священнослужитель Русской Зарубежной церкви во Франции, извергнутый из сана (2001).
Позже идеолог неканонических юрисдикций: РПЦЗ(В) (2001—2007) и Истинно-православной церкви Молдавии (2007—2023), в которой имел сан протопресвитера.

## Биография
Родился 15 декабря 1931 года в Лотарингии (Франция) в семье белого эмигранта Николая Михайловича Жукова.
Служил срочную службу во французской армии в рядах воздушно-парашютных войск, которых французы неофициально называют четвёртым родом войск. Учился на физическом факультете университета Лотарингии по специальности инженера химии металлургии. Работал инженером. Был на научной работе в Национальном центре Франции по изысканию телекоммуникаций, занимался лазерными кристаллами, ионной инплантацией в тонких слоях, полупроводниках.
В 1963 году поселился с семьей в Вильмуассон-сюр-Орж (под Парижем). Служил регентом в церкви Успения Пресвятой Богородицы в Сент-Женевьев-де-Буа.

### Служение в РПЦЗ
В 1964 году, после прославления праведного Иоанна Кронштадтского, перешёл в РПЦЗ.
В 1967 году архиепископом Женевским и Западно-Европейским Антонием (Бартошевичем) рукоположён в сан диакона, после чего служил клириком Леснинской Свято-Богородицкой женской обители в Шовенкур-Провемоне.
В 1970-е годы занимал в Центре должность начальника межотраслевого информационного отдела в Национальном центре Франции по изысканию телекоммуникаций.
С 1973 года — главный редактор «Вестника Западно-Европейской епархии» Русской православной церкви заграницей «Messager: Bulletin d’information du diocese de l’Europe Occidentale de l’Eglise Orthodoxe Russe Hors-Frontieres», официального франкоязычного органа Западно-Европейской епархии Русской православной церкви заграницей. Проработал в этом качестве около 15 лет. Затем был ответственным лицом в редакции журнала.
В 1979 году в Леснинском монастыре архиепископом Антонием (Бартошевичем) был рукоположён в сан иерея. Был духовником и председателем Общества друзей Леснинской обители. Служил в церквях под омофором РПЦЗ во Франции.
В 1981 году, после прославления Собора Новомучеников и исповедников Российских, на принадлежащем ему участке участке земли в Вильмуассон-сюр-Орж был заложен храм в честь святого царя-мученика Николая и святых новомучеников и исповедников Российских. Освящение храма состоялось в 1984 году.
В 1987 году был назначен во главе комиссии РПЦЗ по приготовлению празднования 1000-летия Крещения Руси.
С середины 1980-х годов благочинный Парижского благочиннического округа РПЦЗ в сане протоиерея.
С 1988 года — администратор Западно-Европейской епархии РПЦЗ для Франции. Представитель епархиального управления во Франции.
В 1989 году был назначен председателем учреждённого незадолго до этого Миссионерского фонда Западно-Европейской епархии.
В том же году, одновременно со служением во Франции, занимался расследованием положения дел в Русской духовной миссии на Святой Земле.
С 1990 года — настоятель храма Всех святых в Земле Российской просиявших в Париже (19 rue Claude Lorrain, 75016 Paris).
В 1991 году упомянут как заместитель председателя епархиального совета и член духовного суда Западно-Европейской епархии РПЦЗ, представитель епархиального управления во Франции, благочинный Парижского благочиннического округа, настоятель церкви св. царя-мученика Николая и святых новомучеников и исповедников Российских в Вильмуасоне (Франция). В тот период руководил изданием икон с оригиналов, занимался отправкой их в Россию.
В 2000 году был активным участником конфликта в Западно-Европейской епархии, когда вместе с частью её клириков отказался принять и затем прекратил поминовение нового правящего архиерея Амвросия (Кантакузена). В одном своём интервью заявил: «Вообще, должен я вам заметить, что после 1991 года и многие наши архиереи стали как-то несвободно говорить. Вы не замечали этого? Я замечал».
Резко выступил против Архиерейского собора РПЦЗ, состоявшегося в октябре 2000 года. В послании от 15 декабря 2000 года он в частности писал:

Успокаивать себя тем, что в Послании 2000 г. были всего лишь неудачные выражения — нельзя. Если посмотреть пройденный путь с первого определения в 1994 г. что Московская Патриархия есть Часть Русской Церкви, если вспомнить, как Владыка Марк дважды встречался с Патриархом Алексием, как он же подписывал с архиеп. Феофаном Германским в 1997 г. «Заявление» от имени единой Русской Православной Церкви (указывая лишь в скобках составные части — МП и РПЦЗ), то мы легко убедимся, что новый курс, появившийся на нашем Соборе, не есть случайность, а результат продолжительных последовательных действий, какие бы ни были произведённые в промежутке времени иные заявления, как «Обращение к Русскому Народу» и т. д. <…>
Если нам поставят в вину наше неповиновение соборному решению относительно назначения правящего епископа, о чём была подана мотивированная апелляция, мы считаем себя вправе сказать, что решения в связи с новым курсом, допущенным в нашей Церкви, не позволяют нам нести повиновение, как в нормальных условиях церковной жизни, разве как в виде слепого повиновения и в равнодушии к церковной Истине.

### Извержение из духовного сана и дальнейшая деятельность
26 апреля 2001 года решением Архиерейского Синода РПЦЗ был запрещён в священнослужении вместе с рядом священнослужителей Западно-Европейской епархии РПЦЗ. Архиерейский Синод определил этим клирикам встретиться с секретарём Архиерейского Синода, архиепископом Лавром (Шкурлой), для обсуждения сложившегося положения 2 мая того же года в Мюнхене, но никто из них не воспользовался этим указанием.
В мае 2001 года распространил открытое письмо по случаю запрещения духовенства Западно-Европейской епархии РПЦЗ, в котором заявлял, что «свободное слово нашего Первоиерарха было изъято с момента его послесоборного послания (ноября 2000 г.)» и «мы — духовенство и паства, исповедующие традиционную РПЦЗ — не принимаем МП как подлинную Русскую Церковь, нас не касаются запрещения, выставленные на нас со стороны МП, как и со стороны тех, которые признают МП подлинной Русской Церковью. Но последние уже не могут себя защитить от приговора со стороны МП. В результате, наши архиереи прорвали каноническое ограждение (пребывание) РПЦЗ и этим подвергли Её опасности уничтожения. Вот в чём их вина, за которую они должны будут дать ответ».
В том же месяце согласно сведениям Владимира Мосса, попросил митрополита Виталия (Устинова) благословить епископа Варнаву (Прокофьева) хиротонисать архимандрита Сергия (Киндякова) в сан епископа. Митрополит отказал, после этого протоиерей Вениамин Жуков попытался убедить архиепископа Лазаря (Журбенко) совершить тайное рукоположение архимандрита Сергия. Тот также отказался.
Под влиянием иеромонаха Владимира (Целищева) и протоиерея Вениамина Жукова митрополит Виталий, уволенный к тому времени на покой, подписал опубликованное 27 октября 2001 года в интернете «Чрезвычайное заявление», в котором говорилось, что «Взяв во внимание нежелание некоторых архиереев примириться и успокоить неслыханные волнения среди нашего духовенства и паствы, а также отвечая на просьбы других архиереев и многих чад Зарубежной Церкви, я <…> снимаю свою подпись с документа о моём добровольном уходе на покой и о передаче моих полномочий архиепископу Лавру».
1 ноября 2001 года в храме царя-мученика Николая и святых новомучеников и исповедников Российских Вильмуассоне провёл «пастырское совещания западно-европейского духовенства и представителей духовенства курских, белгородских, новгородских и зырянских приходов», выпустившее резкое по тону «Заявление», в котором не признавался уход митрополита Виталия на покой, Архиерейский собор РПЦЗ, прошедший в октябре 2001 года, именовался «разбойничьим», каноническая РПЦЗ во главе с митрополитом Лавром именовалась «незаконной» и констатировалось отсутствие евхаристического общения «с ней и со всеми, кто признаёт её власть», содержался призыв «всех верных чад Русской Православной Церкви выразить поддержку решениям законного Первоиерарха РПЦЗ митрополита Виталия и на основе неповреждённых канонических правил, принять участие в работе по устройству церковной жизни в создавшихся новых условиях».
3 ноября, немедленно по возвращении митрополита Виталия из больницы, протоиерей Венимин Жуков дал указание по телефону епископу Варнаве (Прокофьеву) рукополагать архимандрита Сергия (Киндякова) во епископа. Владимир Мосс, ссылаясь на русских и французских священников, приводит слова: «Рукополагайте епископа немедленно, хотя бы даже с верёвкой на шее». Митрополит Виталий присутствовал «без соответствующего облачения, одетый только в мантию (что видно на фотографиях с хиротонии: епископ Варнава и епископ Сергий стоят в полном архиерейском облачении, а митрополит Виталий в мантии), в то время как ни литургия, ни хиротония не могут осуществляться в мантии».
30 октября 2001 года резолюцией Особого духовного суда, назначенного Архиерейским Собором Русской православной церкви заграницей, извергнут из священного сана за священнодействия под запрещением. Той же резолюцией, вступившей в силу 13 декабря, лишению сана подверглись протоиереи Павел Пуарье, Раду Апостолеску, священники Николай Семёнов, Николай Апостолеску, протодиаконы Герман Иванов-Тринадцатый и Сергий Всеволожский. Протоиерей Михаил де Кастельбажак и его сын священник Квентин, упомянутые в списке резолюции, вернулись в РПЦЗ в 2002 году через покаяние.
5 ноября был организован «Синод Русской Православной Церкви в Изгнании», куда в качестве секретаря вошёл протоиерей Вениамин Жуков.
16 сентября 2002 года в Храме всех святых в Земле Российской просиявших в Париже Варнавой (Прокофьевым) и Сергием (Киндяковым) совершили хиротонию иеромонаха Антония (Орлова) «с решением эту хиротонию держать в тайне, на случай если наступит полное расстройство в нашей Церкви». Об этой хиротонии было сообщено только через год.
С 28 по 30 июня 2003 года в парижском храме Всех Святых в Земле Российской просиявших были хиротонии Антония (Рудей), Анастасия (Суржика) и Виктора Пивоварова.
На состоявшемся с 23 по 25 ноября 2005 в Свято-Преображенском скиту в Мансонвилле Архиерейском Соборе РПЦЗ(В) переизбран членом и секретарём Архиерейского Синода РПЦЗ(В).
Принимал самое активное участие в событиях 2006—2008 годов, приведших к разделению РПЦЗ(В) на РПЦЗ(В-В), Российскую православную церковь и Истинно-православную церковь Молдавии. Накануне смерти митрополита Виталия произошло разделение между архиепископом Антонием (Орловым) и епископом Виктором (Пивоваровым) — с одной стороны, и остальными епископами, а также секретарём Синода протоиереем Вениамином Жуковым — с другой. После смерти первоиерарха протоиерей Вениамин Жуков резко воспрепятствовал созыву Собора епископов, что привело сначала к подспудному, а затем и явному разделению между епископом Антонием (Рудей), активно подержанным Вениамином Жуковым, с одной стороны и епископами Владимиром (Целищевым) и Анастасием (Суржиковым) — с другой.
Решением Архиерейского собора РПЦЗ(В-В) от 7-10 апреля 2008 года освобождён от должности секретаря Архиерейского Синода с предписанием передать синодальный архив архивариусу по описи.
17 апреля 2008 года завёл «Живой журнал» pisma08, в котором публикуются документы, связанные с историей разделения РПЦЗ с 2000 года, материалы по истории РПЦЗ, собственные воспоминания и взгляды.
C 2014 года поддерживал ДНР и ЛНР и Российскую Федерацию после начала военных действий в Добассе.
Скончался 23 января 2023 года.